# Friedrich Schwarzott
Friedrich Schwarzott (* 20. August 1890 in Neunkirchen; † 6. August 1967 ebenda) war ein österreichischer Politiker (ÖVP) und Fuhrwerksunternehmer. Schwarzott war von 1945 bis 1964 Abgeordneter zum Landtag von Niederösterreich und von 1959 bis 1960 Mitglied des Bundesrates.

## Leben
Schwarzott besucht nach der Volksschule die Bürgerschule und leistete von 1907 bis 1910 von 1912 bis 1913 und während des Ersten Weltkriegs von 1914 bis 1918 seinen Militärdienst ab. Ab 1920 war er beruflich als Transportunternehmer tätig, wobei ihm der Berufstitel Kommerzialrat verliehen wurde. Er hatte von 1935 bis 1938 die Funktion des Landesinnungsmeisters der Fuhrwerker Niederösterreichs inne und war von 1947 bis 1965 Obmann der Sektion Verkehr in der Kammer der gewerblichen Wirtschaft für Niederösterreich. Zudem hatte er ab 1950 das Amt des Kurators des Wirtschaftsförderungsinstitutes der Handelskammer für Niederösterreich inne und war ab 1962 Bundesobmann der Sektion Verkehr.

## Politik
Schwarzott vertrat die ÖVP vom 12. Dezember 1945 bis zum 19. November 1964 im Landtag und war zwischen dem 4. Juni 1959 und dem 25. Jänner 1960 Bundesrat. 